# Cuphead
Cuphead är ett sidscrollande run and gun-spel utvecklat och utgivet av den oberoende kanadensiska spelutvecklaren StudioMDHR Entertainment. Målet med spelet är att en eller två spelare, i rollen som Cuphead eller hans bror Mugman, kämpar sig genom en serie av bossar for att återbetala en skuld till djävulen. Spelets grafiska stil är inspirerad av amerikanska animeringsfilmer från 1930-talet, som producerades av Max Fleischer och Walt Disney. Spelet släpptes 18 april 2019 till Nintendo Switch och 20 juli 2020 till Playstation 4.
Cuphead släpptes internationellt den 29 september 2017 till Microsoft Windows och Xbox One. Spelet har fått positiv kritik och blivit en kommersiell succé. Spelet har mottagit lovord for den grafiska stilen och den utmanande svårigheten och har den 20 december 2017 sålt över två miljoner exemplar. Under E3 2018 blev det annonserat nytt innehåll till spelet, titulerat The Delicious Last Course, som kommer ut 2019 och har en ny spelbar figur, nya nivåer och bosskampar.

## Andra medier
2022 hade The Cuphead Show! premiär på Netflix.